# Shojo Sekai
Shōjo Sekai (яп. 少女世界 Сё:дзё сэкай, «Мир девушки» или «Мир девочки») — один из первых сёдзё-журналов Японии (журналов для девушек), издававшийся компанией Hakubunkan с 1906 года. Главным редактором стал детский писатель Суэо Ивая (яп. 巌谷 孝雄), более известный под псевдонимом Садзанами Ивая (яп. 巌谷 小波). В Shojo Sekai публиковались рассказы, фантастические истории, поэзия, иллюстрации, фотографии. Он был создан в качестве альтернативы юношескому Shonen Sekai, который публиковался с 1895 года и который также редактировал Ивая. На протяжении первых десяти лет существования журнал оставался сёдзё-бестселлером, а его максимальный тираж варьировался от 150 000 до 200 000 экземпляров. Последний номер вышел в печать в декабре 1931 года.
Среди авторов, писавших для Shojo Sekai, были такие известные личности, как Ясунари Кавабата, детская писательница Тиё Китагава, эссеист Тама Морита, романисты Мидори Осаки и Кикуко Осима, поэтесса Акико Ёсано, сам редактор Садзанами Ивая.